# Daniel Gould Fowle

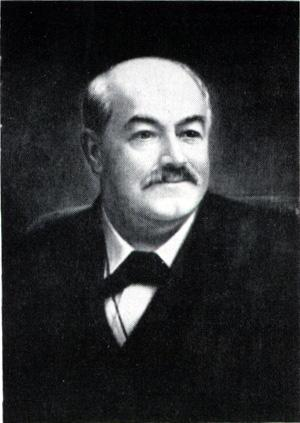
Daniel Gould Fowle

Daniel Gould Fowle (* 3. März 1831 in Washington, North Carolina; † 7. April 1891 in Raleigh, North Carolina) war ein US-amerikanischer Politiker und 46. Gouverneur von North Carolina.

## Frühe Jahre und politischer Aufstieg
Daniel Fowle besuchte erst die William Bingham Academy und bis 1851 die Princeton University. Nach einem anschließenden Jurastudium wurde er 1853 als Anwalt zugelassen. Im Bürgerkrieg kämpfte er auf der Seite der Konföderation und brachte es bis zum Oberstleutnant. Seine politische Laufbahn begann noch während des Bürgerkrieges. Im Jahr 1862 wurde er in das Abgeordnetenhaus von North Carolina gewählt. Zwischen 1864 und 1865 war er erneut in diesem Gremium. Von 1865 bis 1867 amtierte er als Richter. Im Jahr 1868 war er Vorsitzender der Demokratischen Partei von North Carolina.

## Gouverneur von North Carolina
Im Jahr 1888 wurde er von seiner Partei zum Spitzenkandidaten für die anstehende Gouverneurswahl nominiert. Nach der erfolgreichen Wahl trat er am 1. Januar 1889 sein neues Amt an. In seiner Amtszeit wurde auch in North Carolina ein Eisenbahnausschuss ins Leben gerufen. Zur Finanzierung der Bildungseinrichtungen wurden in North Carolina die Steuern angehoben. Gouverneur Fowle konnte nicht einmal die Hälfte seiner vierjährigen Amtszeit absolvieren, weil er schon im April 1891 plötzlich verstarb. Vizegouverneur Thomas Holt beendete seine Amtszeit. Daniel Fowle war zweimal verheiratet und hatte insgesamt fünf Kinder.